# 有害作用
有害作用（ゆうがいさよう、adverse drug reaction、ADR）とは薬理学においては、薬物を薬用量で用いたときに現れる好ましくない作用。薬物に対する感受性には個体差があり、同一用量を用いた場合でも、有害作用を示す個体もあれば示さない個体もある。また、肝臓や腎臓に障害がある場合や他の薬物との併用で有害作用が現れる場合もある。薬用量を超える投薬による好ましくない作用は薬物中毒として有害作用とは区別される。
薬物有害反応、有害反応とも。ただし、薬物と反応の因果関係の有無を問わない、有害事象（en:adverse event）とは別の概念である。